# Dorilla in Tempe

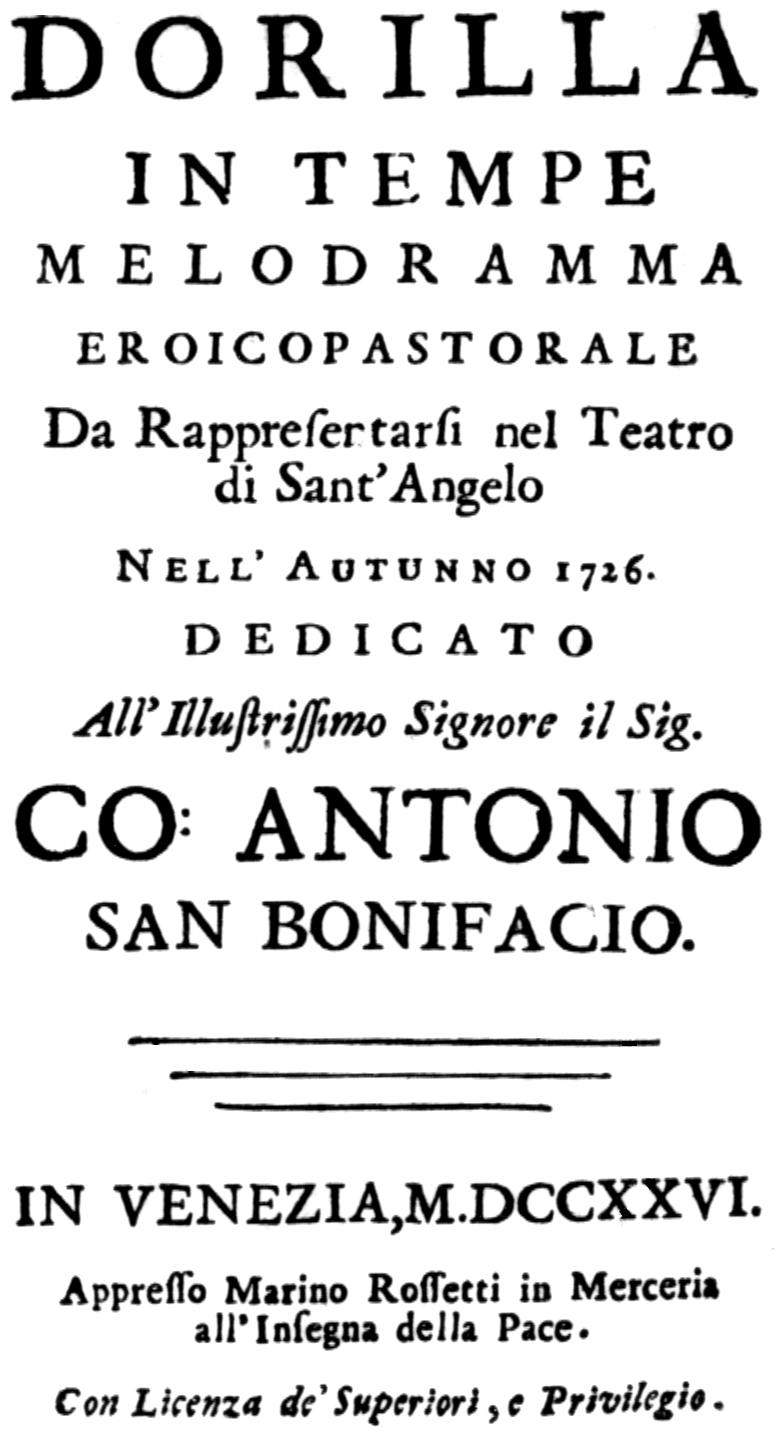
Dorilla in Tempe - Page de titre du livret d'opéra, Venise 1726

Dorilla in Tempe est un opéra en trois actes d'Antonio Vivaldi avec un livret d'Antonio Maria Lucchini.

## Historique
La première représentation eut lieu au Teatro Sant'Angelo de Venise le 9 novembre 1726. Il vit la première apparition dans l'œuvre de Vivaldi de la cantatrice Anna Girò, alors âgée de 16 ans.
Il fut repris en 1728 au Teatro San Margherita à Venise, puis à Prague en 1732 et rejoué en 1734 au Teatro Sant'Angelo sous forme de pasticcio incluant des ajouts composés notamment par Hasse, Giacomelli et Leo. C'est cette version de 1734 qui est celle conservée à Turin.
La célèbre ouverture du concerto le Printemps des Quatre Saisons est réutilisée en introduction, dans le troisième mouvement de la sinfonia.
Le numéro du Catalogue Ryom de cette œuvre est le RV 709.

## L'intrigue
L'action de l'opéra se déroule à Tempe en Thessalie où Zeus a envoyé Apollon pour le punir après le meurtre des Cyclades. Apollon apparaît sous les traits du berger Nomio. Il est amoureux de Dorilla, la fille du roi Admeto. Celle-ci est déjà éprise du berger Elmiro, dont est amoureuse la nymphe Eudamia, elle-même aimée d'un autre berger Filindo.
Pour calmer la colère du monstre Python qui dévaste la région, Admeto consulte l'oracle qui répond que seul le sacrifice de Dorilla pourra l'apaiser. Nomio réussit à vaincre le monstre avant que le sacrifice soit exécuté. Admeto accepte de marier sa fille à Nomio, pourtant amoureuse d'Elmiro. Alors que le mariage se prépare,Elmiro enlève Dorilla. Les deux amoureux sont retrouvés par Nomio. Elmiro est condamné à mort par Almeto, ce qui pousse Dorilla au suicide. Nomio prend pitié des deux amants et sauve Dorilla. Après avoir révélé sa véritable identité, il laisse Dorilla s'unir à Elmiro et invite Eudamia à faire de même avec Filindo.

## Discographie
- 1994, enregistré à l'église de Gairaut à Nice par l'Ensemble Baroque de Nice, dirigé par Gilbert Bezzina, chœur de l'Opéra de Nice - avec : Philippe Cantor (Admeto), Consuelo Caroli (Eudamia), John Elwes (en) (Elmiro), Laure Florentin (Filindo / Bergère), María Cristina Kiehr (Dorilla), Jean Nirouët, Corinne Parenti (bergers), éditeur Allegro.
- 2017, I Barocchisti, Coro della Radiotelevisione Svizzera (dir. Diego Fasolis), Christian Senn (Admeto), Sonia Prina (Eudamia), Serena Malfi (Elmiro), Lucia Cirillo (Filindo), Romina Basso (Dorilla). Naïve.